# ريكي فان فيين
ريكي فـان فيين (بالإنجليزية: Ricky Van Veen)‏ هو شخصية أعمال أمريكي، ولد في 17 ديسمبر 1980 في Lutherville-Timonium, Maryland ‏ في الولايات المتحدة.

## وصلات خارجية
- الموقع الرسمي